# Dhanakaul Purba
Dhanakaul Purba – gaun wikas samiti w środkowej części Nepalu  w strefie Dźanakpur w dystrykcie Sarlahi. Według nepalskiego spisu powszechnego z 2001 roku liczył on 1125 gospodarstw domowych i 6621 mieszkańców (3246 kobiet i 3375 mężczyzn).